# NGC 1841
NGC 1841 est un amas globulaire situé dans la constellation de la Table. L'astronome britannique John Herschel l'a découvert en 1836. Cet amas est à peu près à la même distance que le Grand Nuage de Magellan, mais sur la sphère céleste, il en est éloigné de 15°. Il est donc incertain que cet amas soit dans notre propre galaxie ou qu'il s'agisse d'une composante du Grand Nuage de Magellan.
À ce jour, neuf mesures non basées sur le décalage vers le rouge (redshift) donnent une distance de 0,047 ± 0,006 Mpc (∼153 000 al).

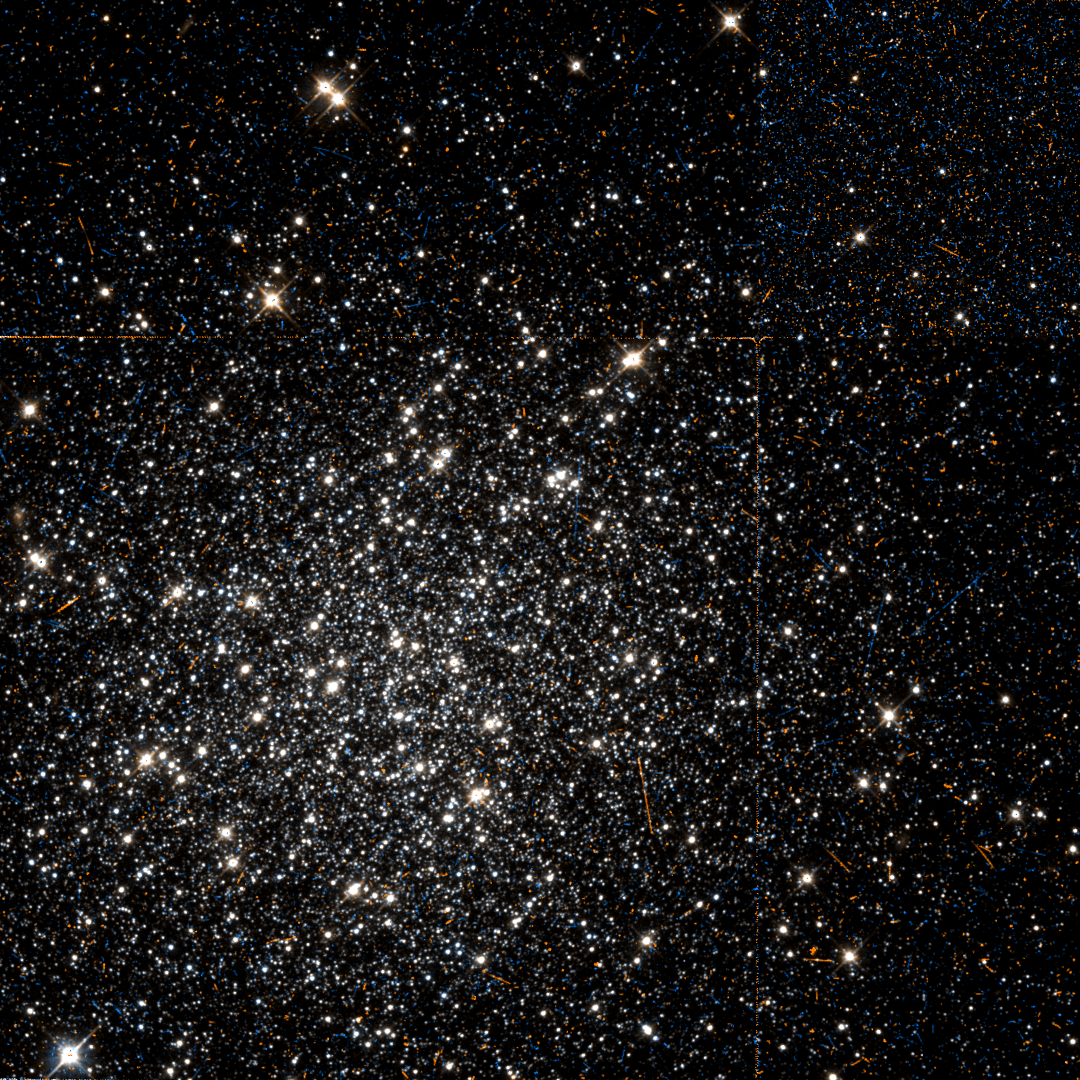
NGC 1841 par le télescope spatial Hubble.